# Amolops nyingchiensis
Espèce
Amolops nyingchiensis est une espèce d'amphibiens de la famille des Ranidae.

## Répartition
Cette espèce est endémique du Tibet en Chine. Elle se rencontre dans la préfecture de Nyingchi entre 1 887 et 2 941 m d'altitude.

## Description
Les mâles mesurent de 48,5 à 58,3 mm et les femelles de 57,6 à 70,7 mm.

## Étymologie
Son nom d'espèce, composé de nyingchi et du suffixe latin -ensis, « qui vit dans, qui habite », lui a été donné en référence au lieu de sa découverte, la préfecture de Nyingchi.

## Publication originale
- Jiang, Wang, Xie, Zou, Liu, Jiang & Che. 2016 : A new species of the genus Amolops (Amphibia: Ranidae) from southeastern Tibet, China. Zoological Research, vol. 37, no 1, p. 31–40.